# Attigliano
Attigliano là một đô thị ở tỉnh Terni trong vùng Umbria của Ý, có cự ly khoảng 70 km về phía nam của Perugia và khoảng 30 km về phía tây của Terni.
Attigliano giáp các đô thị: Amelia, Bassano in Teverina, Bomarzo, Giove, Graffignano, Lugnano in Teverina.